# 펭귄 그룹
펭귄 그룹은 영국의 무역 서적 출판사로 독일의 미디어 대기업인  베르텔스만이 소유한 펭귄 랜덤 하우스의 자회사이다. 새로운 회사는 2013년 7월 1일 합병이 완료되어 설립되었으며 베르텔스만은 처음에 합작 투자의 53%를 소유하고 피어슨PLC가 초기에 나머지 47%를 소유했다. 2019년 12월부터 베르텔스만이 펭귄 랜덤 하우스의 100%를 소유하고 있다.
펭귄 북스는 등기된 사무소를 런던의 웨스트민스터 시에 두고 있다.
펭귄 그룹의 영국 지사 명칭은 Penguin Books Ltd이다. 이외에도 독립된 지사가 미국, 아일랜드, 뉴질랜드, 인도, 호주, 캐나다, 중국, 브라질 및 남아프리카에 있다.
영국의 펭귄 북스는 1935년에 설립되었는데 1970년 피어슨 롱맨에 의하여 인수되었다. 1975년 펭귄사는 미국의 하드커버 회사인 바이킹 프레스사를 인수했다. 1986년 펭귄사는 대중 시장의 페이퍼백 출판사인 뉴 어메리컨 라이브러리를 인수하였다. 1995년 펭귄사는 독립 출판사인 Donald I. Fine을 인수했다.
1996년에는 Penguin이 MCA사로부터 Putnam Berkley를 인수한 후 Penguin Books USA와 Putnam Berkley Group이 합병하여 Penguin Group(USA) Inc.가 설립되었다. 새로 설립된 이 회사는 원래 Penguin Putnam Inc.라고 불렸지만, 펭귄 회사의 모회사인 Pearson PLC사에 의하여 전세계의 모든 펭귄 회사를 Pearson 자신의 Penguin 그룹 디비전 아래로 그룹화 한 것을 반영하기 위하여, 2003년에 Penguin Group(USA) Inc.로 사명을 변경했다.
다른 펭귄 회사는 많은 인쇄물을 사용하는데 그 중 많은 것이 독립 출판사였다. Penguin Group(USA) Inc.는 또한 많은 출판사 작가들의 연설을 책으로 하는 자체 연사국(speaker's bureau)을 운영하고 있다. 2011년에는 Penguin Group USA의 자회사로 온라인 글쓰기 및 출판 커뮤니티인 Book Country가 출범하였다.
2012년 4월 미국 법무부는 〈United States v. Apple Inc.〉의 소를 제기하면서, Apple, Penguin 및 4개의 다른 주요 출판사를 피고로 지정했다. 이 소에서는 독점 금지법을 위반하여 전자책의 가격을 고정하여 시장에서 Amazon.com사의 지위를 약화시키기 위해 공모했다고 주장했다. 2013년 12월, 연방법원 판사는 Penguin사와 그외 출판사들이, 가격 담합으로 인해 책에 대해 과도하게 지불한 고객에게 크레딧을 제공하는 기금에 자금을 지불하는 것을 내용으로 하는 독점 금지 청구에 대한 화해를 승인했다.
2012년 10월 피어슨은 라이벌 재벌 베르텔스만과 각자의 출판사인 Penguin Group과 Random House의 합병 가능성을 놓고 협상을 시작했다. 양 회사는 합병 이전에 '빅 6' 출판사 중 두 곳으로 인정되었는데, 합병 이후에는 '빅 5'가 되었다. 유럽 연합은 2013년 4월 5일 펭귄 랜덤 하우스 합병을 승인했다.

## 상호
펭귄 그룹에서 사용하는 출판물의 상호(imprint)는 다음과 같다.
- Avery Publishing[17]
- Berkley Books
  - Ace Books
  - Jove Books
  - New American Library (NAL)
    - E. P. Dutton
    - Dutton Children's
    - Plume
    - Obsidian
    - Onyx
    - Roc Books
    - Signet Books
    - Signet Classics
    - Signet Eclipse
    - Topaz
- Cartoon Network 서적
- Companhia das Letras (70%)
- Dial Press
  - Dial Books
  - Dial Books for Young Readers
- DK
  - Alpha Books
  - DK Eyewitness Travel
- Firebird Books
- Frederick Warne & Co
- G. P. Putnam's Sons
  - Amy Einhorn
  - Marian Wood
  - Coward-McCann
  - G. P. Putnam's Sons Books for Young Readers
- Grosset & Dunlap
  - Charter Books (Ace Charter)
  - Bedtime Stories
  - Junior Library
  - Platt & Munk
- HP Books (found 1964, primarily an automotive book publisher)[18]
- Kokila[19]
- Ladybird Books
- Pamela Dorman Books
- Pelican Books
- Penguin Books
  - Awa Press[20]
  - Hamish Hamilton
  - Michael Joseph
  - Penguin Classics
  - Penguin Press (founded 2003, for literary nonfiction and fiction)[21]
  - Penguin Young Readers Group
    - Price Stern Sloan
    - Puffin Books

  - Viking Press
    - Viking Children's
- TarcherPerigee[22]
- Philomel Books
- Portfolio
- Razorbill
- Riverhead Books
- Sentinel
- Speak

## 같이 보기
- 이외 '빅 파이브' 영어 도서 출판사:
  - Hachette, Holtzbrinck / Macmillan, HarperCollins 및 Simon & Schuster[23]
- 아마존 획기적인 소설상
- 피어슨 교육
- Penguin Group(USA) Inc. v. Americaqn Budda 사건